# Hadena monotona
Hadena monotona är en fjärilsart som beskrevs av Edward P. Wiltshire 1947. Hadena monotona ingår i släktet Hadena och familjen nattflyn. Inga underarter finns listade i Catalogue of Life.